# William Lakin Turner
Lakin William Lakin Turner (Barrow upon Trent, 25 febbraio 1867 – Sherborne, 21 ottobre 1936) è stato un pittore britannico specializzato nei paesaggi.

## Biografia
Lakin William Turner nacque da George Turner e da sua moglie, Eliza Lakin (1837-1900) nel 1867 a Barrow upon Trent. Fece scuole locali prima di entrare nel Trent College. Era il maggiore di quattro figli e il suo talento per l'arte lo mostrava come degno figlio di suo padre, che oltre il contadino part-time, dipingendo paesaggi si era creato una certa fama ed era arrivato ad avere un discreto numero di studenti di successo tra cui David Payne e Louis Bosworth Hurt. George certo non era al livello del Turner più noto, il pittore William Turner ma era pur sempre conosciuto come il "John Constable del Derbyshire". Lakin incontrò incontrò la sua prima moglie Rachel Selina (detta Lina) Burville mentre erano entrambi intenti in studi d'arte presso il West London College of Arts: si sposarono nei pressi di Chelsea nel 1892.

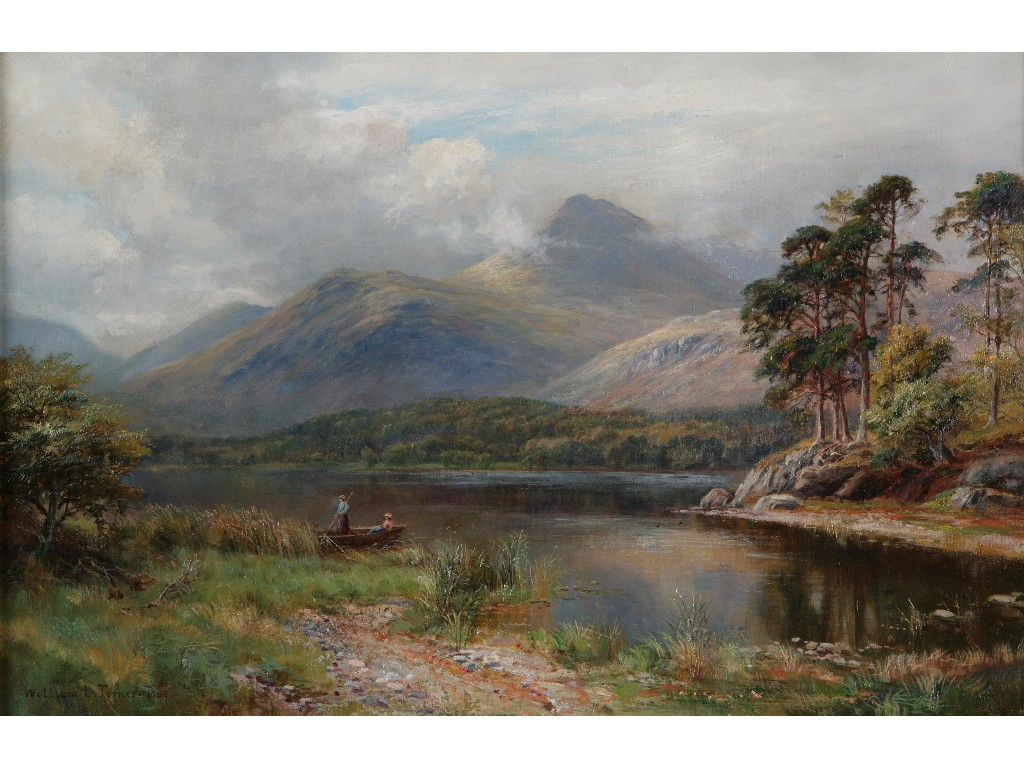
Derwentwater

Suo padre George faceva parte del Comitato artistico del Derby Museum and Art Gallery ed oggi sia i suoi dipinti che quelli di suo figlio Lakin sono inclusi nella collezione del museo di Derby: ci sono almeno sette dei suoi dipinti a Derby. Turner ha vissuto in varie zone, tra Fulham e Loughton, (Essex), ma è soprattutto conosciuto per i suoi dipinti del Lake District, dove pose residenza per almeno dodici anni. Quando suo padre morì nel 1910, Turner ricevette solo 100 sterline di eredità dal momento che suo padre si era risposato sette anni prima con Kate Stevens Smith, che divenne quindi la principale beneficiaria dei possedimenti e delle rendite dell'uomo. Esattamente come il padre, anche Lakin dopo solo quattro mesi dalla morte della moglie stese un nuovo testamento a favore di una donna che divenne ben presto la sua seconda moglie. Si pensa che Turner sapesse infatti di essere afflitto da una malattia terminale al momento del suo matrimonio, dal momento che morì di cancro pochi mesi più tardi a Sherborne, nel Dorset nel 1936.

## Eredità
William Turner Lakin ebbe la fortuna di potere mettere in mostra il suo lavoro in diverse esposizioni di rilievo. Turner espose centinaia di dipinti tra cui quattordici presso la The Royal Academy of Artists, quattro alla Royal Hibernian Academ e sei a Birmingham. Tra il 1905 e il 1936 espose oltre 350 opere alla Lake Artists Summer Exhibition  e 81 dipinti alla mostra annuale di Nottingham Castle. Di conseguenza i suoi dipinti sono presenti presso i musei a Nottingham, Nuneaton, Derby e il Ruskin Museum di Coniston. Tra le vendite più notevoli effettuate da lui ci fu quella a Beatrix Potter di un dipinto intitolato Rydal Water  che ancora pende nella casa della scrittrice, oggi di proprietà del National Trust e di un altro che è stato utilizzato come copertina di un suo libro.